# Oxylides binza
Oxylides binza är en fjärilsart som beskrevs av Berger 1981. Oxylides binza ingår i släktet Oxylides och familjen juvelvingar. Inga underarter finns listade i Catalogue of Life.